# Veuve de Daniel Horthemels
Marie-Anne Cellier, besser bekannt als Veuve de Daniel Horthemels (* 16..? in Paris; † 172.? ebenda), war eine französische Buchhändlerin und Verlegerin.
Cellier war Tochter des Buchhändlers Antoine Cellier, bei dem sie auch lernte. Sie heiratete 1678 den aus den Niederlanden stammenden Daniel Horthemels, der ebenfalls Buchhändler und auch als Verleger tätig war. Aus dieser Ehe gingen sechs Kinder hervor. Die Söhne Daniel und Denis wurden ebenfalls Buchhändler. Der Sohn Frederic wurde wie seine Schwestern Marie-Anne, Louise-Madeleine und Marie-Nicole Kupferstecher.
Nach dem Tod ihres Mannes im Jahr 1691 übernahm sie die Buchhandlung. Da ihr Mann aber sehr viele Schulden hinterlassen hatte, war sie gezwungen ihren Hausrat, Möbel und den Buchbestand zu verkaufen. Sie nahm dann die Tätigkeit als Verlegerin auf. Der Sohn Daniel blieb bei seiner Mutter im Buchladen, während Denis sich als Verleger selbstständig machte.
Sie verlegte neben religiöser Schriften Werke von Jean de Hautefeuille, Claude-Ignace Brugière de Barante, Roland Fréart de Chambray und etlichen anderen Autoren.

## Verlegertätigkeit (Auszug)
- Avis sur le privilege des horloges et des montres de la nouvelle invention von Jean de Hautefeuille
- Les Hymnes et les proses de l’office divin à l’usage de Rome, traduites en vers sur le chant de l’Église, & autres airs : Par M. Chassain, chanoine de Nôtre-Dame D.M. von 	Louis Chassain
- Traduction en Vers François des Hymnes de Monsieur de Santeul, Chanoine Regulier de S. Victor. Par M. l’Abbé Saurin, de l’Academie Royale de Nismes von Jean-Baptiste Santeul
- Critique de l’Histoire du concile de Trente de Fra-Paolo, des Lettres et des memoires de Vargas von Jean Frain du Tremblay
- Traité des operations de la chirurgie : dans lequel on explique mécaniquement les causes des maladies qui les précédent ... & dans lequel on a introduit plusieurs nouvelles remarques après chaque operation, & un traité des playes avec la méthode de les bien panser ; augmenté des bandages & appareils à la fin de chaque opération, von Joseph de La Charrière